# Kumdo
Kumdo (auch Gumdo, nach der revidierte Romanisierung Geomdo, o. Ä.) ist ein koreanischer Schwert-Kampfsport. Historisch stammt er laut Hauptorgan des Kumdo, der Korea Kumdo Association, vom Kendō ab. Hinter der Verwendung des Begriffs „Kumdo“ statt „Kendō“ und der Umbenennung der Trefferzonen in koreanische Begriffe steht die Übersetzung in die Landessprache. Geom (kor. 검, Hanja 劍) bedeutet Schwert, genau wie der japanische Begriff Ken oder dem chinesischen Begriff Jian.
Korea war von 1910 bis 1945 ein Teil des Japanischen Kaiserreichs. Gegen Ende des 19. Jahrhunderts wurde ein Vorläufer des Kendō (Gekiken) in Korea eingeführt. Seit den frühen 1920er-Jahren spricht man von Geomdo. 1935 wurden in Seoul im Rahmen des 16. National Joseon Sports Festival die ersten Kendō-Wettkämpfe auf koreanischem Boden ausgerichtet.
Die Trefferflächen sind dieselben wie beim Kendō: Kopf, Bauchflanken, Handgelenke sowie Hals.
Es gibt keine eigenen Formen (Kata), geübt wird deshalb die Kendokata. Für koreanische Danprüfungen ist das Beherrschen der Nihon-Kendō-Kata notwendig, daher wird diese auch in koreanischen Geomdo-Dojang gelehrt und praktiziert. 
Geomdo-Kämpfer treten auch bei heutigen Kendo-Wettbewerben an, denn es handelt sich letztlich um dieselbe Kampfsportart.

## Anmerkung
- 1) Hogu (koreanisch 호구) heißt die schützende Rüstung in Kumdo (siehe Bōgu in Kendo).